# Laurent Chabry
Pour les articles homonymes, voir Chabry.
Laurent Marie Chabry, né le 19 février 1855 à Roanne et mort le 23 novembre 1894 à Riorges (Loire), est un médecin et biologiste français.

## Biographie
Il obtient un doctorat de médecine en 1881 et en science en 1887. Il devient assistant à l’École pratique des hautes études. Il dirige ensuite le laboratoire de Concarneau et finit sa carrière comme maître de conférences à la Faculté de science de Lyon.
Il étudie le vol des oiseaux et des insectes. Il démontre notamment le mécanisme de double équilibre chez les coléoptères. Il étudie également la tuberculose.
Il devient l'un des grands scientifiques de l’embryologie en réalisant pour sa thèse de science la première expérience d'embryologie expérimentale. Il détruit à l'aide d'une aiguille de verre certaines cellules d'un embryon d'ascidie et observe le développement qui résulte de ces embryons modifiés (1887).

## Liste partielle des publications
- Laurent Chabry et Georges Pouchet, Contribution à l'odontologie des mammifères, 1884
- Laurent Chabry, Embryologie normale et tératologique des Ascidies, Félix Alcan Éditeur, Paris, 1887, 154 p.